# Трудоголізм
Трудоголі́зм — надмірна працьовитість. Трактується тільки в адиктивному аспекті як залежність. На побутовому рівні трудоголіком (працеголіком) називають людину, яка цілком себе присвячує роботі.
Уперше це явище описав професор психології релігії Вейн Оутс у своїй книжці «Признання одного трудоголіка». У 90-ті роки XX ст. ця книжка була дуже популярна завдяки поширеному тоді руху «Допоможи собі сам». Даяна Фассел, автор книжки «Запрацьовані до смерті» (Working Ourselves to Death) уважає, що кожний трудоголік проходить три етапи. На першому він увесь час думає про роботу, маніякально складає списки недоробленого, працює понад норму робочого часу й відмовляється йти у відпустку або на лікарняний. На другому етапі від трудоголіків віддаляються давні друзі, на яких ніколи немає часу, родина скаржиться на брак спілкування, людина фізично зношується, її сон порушується. Іноді трапляється тимчасова непритомність або провали в пам'яті, людина може довго сидіти, втупившись у простір. На останньому етапі розвиваються болі голови, з'являються болі в хребті, високий тиск, виразка й, нарешті, депресія. Називаючи трудоголізм «найчистішою з усіх пристрастей», Даяна Фассел стверджує, що його безсимптомний підступний розвиток важко розглядати, бо таку самовідданість соціально заохочують і вважають її соціально продуктивною.
Мартін Мур-Еде, професор Гарвардського університету, фахівець у питаннях, які стосуються втоми, вважає, що Чорнобильська катастрофа, аварія танкера «Exxon Valdez» на Алясці, катастрофа космічного корабля «Челленджер», аварія в 1979 році на АЕС «Three-Mile Island» у США, хімічна катастрофа в індійському місті Бхопал й тисячі інших катастроф і смертей стали результатом людських помилок, припущених через «цілодобові кроки нашого світу, що живе в ритмі нон-стоп».